# Bart Santana
Bart Santana és el nom artístic de Bartolomé Santana (Huelva, 1980), és un actor espanyol.

## Trajectòria
Bartolomé Santana, més conegut com a Bart Santana, és un dels actors més experimentats de Física o Química; des del 2001 és amo d'una fleca. Des de 2002 fins a 2004 va estar en la sèrie Majoria absoluta, on va arribar a rodar fins a 64 capítols.
Més tard, va participar en un capítol en Hospital Central, encara que es va fer més famós gràcies a Mujeres, una sèrie emesa per TVE 2 que consta de tretze capítols que narrava la vida de tres generacions de dones en un barri de Madrid, sèrie en la qual ell interpretava el paper de Raúl.
Més tard participaria en sèries com Amar en tiempos revueltos durant nou capítols, MIR en el paper de José Luis durant tres capítols i participacions esporàdiques en sèries com a Cuenta Atrás (on interpretava a un terrorista) o R.I.S. Científica, fins a recalar finalment en Física o química.

## Filmografia

### Televisió

#### Personatges Fixos
- Majoria absoluta com a Jairo (2002-2004).
- Mujeres com a Raúl (2006).
- Física o química com a Roque Madrona (2008-2010).
- ¿Quieres algo más? (serie enlínia) com a Arturo (2011).
- Muñecas com a Germán (2013-2014).
- Cuéntame cómo pasó com a Gabino (2015).

#### Personatges Episòdics
- Compañeros com a Willy (2001).
- Al salir de clase (2002)
- Hospital Central (2006)
- El comisario (2006)
- Amar en tiempos revueltos (2006-2007)
- R.I.S. Científica com a Sr. Moreira (2007)
- MIR com a José Luis (2007).
- Cuenta atrás com a terrorista (2007).

### Cinema
- Los últimos (2012)
- Trezze (2014)
- La despedida (2014)

#### Llargmetratges
- Tu vida en 65´ (2006) de María Ripoll
- Mataharis (2007) de Iciar Bollaín
- Che (2008) de Steven Soderbergh

### Curtmetratges
- Diminutos del Calvario (2002) Como Chico Hormonal.
- Feliciten al chef (2006) Como Teo.
- Burbuja (2008)

### Teatre
- El día del padre (2009)
- Mi primera vez (2010)
- Burundanga (2013-2015)
- La gitanilla (2015)
- Les assembleistes (2015) dirigida per Juan Echanove